# Liste der Monuments historiques in Cousances-les-Forges
Die Liste der Monuments historiques in Cousances-les-Forges führt die Monuments historiques in der französischen Gemeinde Cousances-les-Forges auf.

## Liste der Immobilien
| Bezeichnung       | Beschreibung                                                         | Standort                                        | Kennzeichnung | Schutzstatus | Datum     | Bild |
| ----------------- | -------------------------------------------------------------------- | ----------------------------------------------- | ------------- | ------------ | --------- | ---- |
| Château de l’Isle | Renaissanceschloss, 16. Jahrhundert; Monumentalkamin bezeichnet 1534 | Cousances-les-Forges, 7 ruelle de l’Isle (Lage) | PA00106519    | Classé       | 1927 1996 |      |

## Liste der Objekte
| Bezeichnung                | Beschreibung | Standort                                                      | Kennzeichnung | Schutzstatus   | Datum | Bild |
| -------------------------- | --- | ------------------------------------------------------------- | ------------- | -------------- | ----- | ---- |
| Kruzifix                   | Holz, farbig gefasst, 18. Jahrhundert | Cousancelles, in der Kirche Notre-Dame-de-l’Assomption (Lage) | PM55001757    | Inscrit        | 1996  |      |
| Gemälde Kreuzigungsgruppe  | Ölfarbe auf Holz, 17. Jahrhundert, vergoldeter Holzrahmen, 19. Jahrhundert                                                                             | Cousances-les-Forges, in der Kirche St-Memmie (Lage)          | PM55000860    | Classé         | 1991  |      |
| Hauptaltar                 | mit Tabernakel, Baldachin und Skulpturen; Stein und Holz, 17. und 18. Jahrhundert                                                                      | Cousances-les-Forges, in der Kirche St-Memmie (Lage)          | PM55001787    | Inscrit        | 1991  |      |
| Orgel                      | Haupteintrag für PM55001399 | Cousances-les-Forges, in der Kirche St-Memmie (Lage)          | PM55001398    | Inscrit        | 1989  |      |
| Instrumentalteil der Orgel | 1868 von Aristide Cavaillé-Coll gebaut | Cousances-les-Forges, in der Kirche St-Memmie (Lage)          | PM55001399    | Inscrit        | 1989  |      |
| Goldener Ornat             | Kasel, Stola, Manipel, Kelchvelum und Bursa; Seide, bestickt, Ende des 19. Jahrhunderts; im Centre départemental d’art sacré in Saint-Mihiel deponiert | Cousancelles, in der Kirche Notre-Dame-de-l’Assomption (Lage) | PM55001758    | Inscrit        | 1996  |      |
| Marienaltar                | linker Seitenaltar; Altartisch und Retabel; Stein und Holz, 18. Jahrhundert                                                                            | Cousances-les-Forges, in der Kirche St-Memmie (Lage)          | PM55001760    | Inscrit        | 1991  |      |
| Sebastiansaltar            | rechter Seitenaltar; Altartisch, Retabel und Skulptur; Kalkstein und Holz, 18. Jahrhundert                                                             | Cousances-les-Forges, in der Kirche St-Memmie (Lage)          | PM55001761    | Classé Inscrit | 1991  |      |
| Paxtafel                   | Messing, versilbert, Ende des 18. Jahrhunderts; im Centre départemental d’art sacré in Saint-Mihiel deponiert                                          | Cousancelles, in der Kirche Notre-Dame-de-l’Assomption (Lage) | PM55001755    | Inscrit        | 1995  |      |
| Rechter Seitenaltar        | Altartisch und Retabel; Stein, farbig gefasst, 18. Jahrhundert                                                                                         | Cousancelles, in der Kirche Notre-Dame-de-l’Assomption (Lage) | PM55001756    | Inscrit        | 1995  |      |
| Drei Glocken               | Bronze, 1809 gegossen; schmiedeeiserne Klöppel, hölzerne Joche                                                                                         | Cousances-les-Forges, in der Kirche St-Memmie (Lage)          | PM55002682    | Inscrit        | 2010  |      |
| Skulptur Heiliger Memmius  | Kalkstein, 18. Jahrhundert | Cousances-les-Forges, in der Kirche St-Memmie (Lage)          | PM55001759    | Inscrit        | 1988  |      |
| Hauptaltar                 | Altartisch, Tabernakel, Baldachin und zwei Skulpturen; Stein und Holz, bemalt und vergoldet, 16. und 18. Jahrhundert                                   | Cousancelles, in der Kirche Notre-Dame-de-l’Assomption (Lage) | PM55000198    | Classé         | 1965  |      |